# Forma espacial
En matemáticas, una forma espacial es una variedad riemanniana completa {\displaystyle M} de curvatura seccional constante {\displaystyle K}. Los tres ejemplos obvios son el espacio euclídeo, la esfera n-dimensional y el espacio hiperbólico, si bien una forma espacial no tiene por qué ser simplemente conexa.

## Reducción a cristalografía generalizada
El teorema de Killing-Hopf de geometría riemanniana afirma que el recubridor universal de una forma espacial {\displaystyle M^{n}}de dimensión n con curvatura {\displaystyle K=-1} es isométrico a {\displaystyle H^{n}}, el espacio hiperbólico, con curvatura {\displaystyle K=0} es isométrico a {\displaystyle R^{n}}, el espacio euclídeo, y con {\displaystyle K=+1} es isométrico a {\displaystyle S^{n}}, la n-esfera de puntos a distancia 1 del origen en {\displaystyle R^{n+1}}.
Reescalando la métrica riemanniana en {\displaystyle H^{n}}, podemos crear un espacio {\displaystyle M_{K}} de curvatura constante {\displaystyle K} para cualquier {\displaystyle K<0}.  De forma similar, reescalando la métrica riemanniana en {\displaystyle S^{n}}, podemos crear un espacio {\displaystyle M_{K}} de curvatura constante {\displaystyle K} para cualquier {\displaystyle K>0}. Así, el recubridor universal de una forma espacial {\displaystyle M} con curvatura constante {\displaystyle K} es isométrico a {\displaystyle M_{K}}.
Esto reduce el problema de estudiar formas espaciales al de estudiar grupos discretos de isometrías {\displaystyle \Gamma } de {\displaystyle M_{K}} que actúan de forma propiamente discontinua. Nótese que el grupo fundamental de {\displaystyle M}, {\displaystyle \pi _{1}(M)}, será isomorfo a {\displaystyle \Gamma }. Los grupos que actúan de esta forma en {\displaystyle R^{n}} se llaman grupos cristalográficos. Los que actúan de esta forma sobre {\displaystyle H^{2}} y {\displaystyle H^{3}} se llaman respectivamente grupos fuchsianos y grupos kleinianos.

## Problema de la forma espacial
El problema de la forma espacial es una conjetura que afirma que dos variedades riemannianas compactas asféricas con grupos fundamentales isomorfos son homeomorfos.
Las posibles extensiones son limitadas. Se puede buscar conjeturar que las variedades son isométricas, pero reescalar la métrica riemanniana en una variedad riemanniana compacta asférica preserva el grupo fundamental, por lo que no es cierto. Se puede también querer conjeturar que las variedades son difeomorfas, pero las esferas exóticas de John Milnor son todas homeomorfas y por tanto tienen grupo fundamental isomorfo, lo que prueba que es falso.